# Ventotenski manifest
Ventotenski manifest, izvornog naslova "Za slobodnu i ujedinjenu Europu. Nacrt manifesta" (talijanski: Per un'Europa libera e unita. Progetto d'un manifesto), politički je dokument napisan u razdoblju Drugog svjetskog rata koji promiče ujedinjenje europskih država u jedinstvenu nadnacionalnu europsku federaciju. Napisali su ga Altiero Spinelli i Ernesto Rossi 1941. godine za vrijeme izdržavanja kazne u zatvoru na otoku Ventotene u Tirenskom moru, a zatim će ga objaviti drugi politički zatvorenik, socijalist Eugenio Colorni koji je osobno napisao predgovor.
Dokument se danas smatra jednim od osnivačkih tekstova Europske unije.
Dok je prethodni dokument Paneuropa, kojeg je 1922. napisao austrougarski aristokrat Richard von Coudenhove-Kalergi, zagovarao tehnokratsku Europsku uniju, Ventotenski manifest zagovarao je potrebu stvaranja proeuropske ideologije koja teži za uspostavom Europske federacije s demokratski izabranim parlamentom i vladom sa stvarnim ovlastima u nekim ključnim sektorima, poput ekonomije i vanjske politike.

## Povijest
Ventotenski manifest izvorno su napisali Altiero Spinelli i Ernesto Rossi 1941. godine, koji su kao politički zatvorenici i protivnici fašističkog režima izdržavali zatvorsku kaznu u zatvoru na otoku Ventotene u Tirenskom moru. U istom je zatvoru u doba fašističke Italije bilo zatočeno oko 800 antifašista protivnika režima i neki su od njih pridonijeli raspravama koje su u konačnici dovele do definiranja teksta.
Izvorno podijeljen u četiri poglavlja, Manifest je prokrijumčaren na kopno, tiskan, umnožen i podijeljen prvenstveno pripadnicima talijanskog, potom i drugih europskih pokreta otpora. Talijanski ga je socijalist i filozof Eugenio Colorni uredio u tri poglavlja nedugo prije nego što je ubijen 1944. Prvo poglavlje (Kriza moderne civilizacije) i drugo poglavlje (Zadaci poslijeratnog razdoblja. Europsko jedinstvo) u potpunosti je napisao Spinelli. Drugi dio trećeg poglavlja (Zadaci poslijeratnog razdoblja. Reforma društva) napisao je Spinelli, dok je prvi dio trećeg poglavlja definirao Rossi.
Najzaslužnije za širenje teksta Manifesta su antifašističke aktivistkinje Ursula Hirschmann i Ada Rossi koje su prokrijumčarile dokument s otoka Ventotene i proširile ga među pripadnicima pokreta otpora u Rimu i Milanu.

### Opis
Manifest zagovara ideal ujedinjenja Europe na federalnim osnovama, temeljenim na konceptima kantovskog mira i slobode, te na institucionalnoj teoriji Hamiltonova federalizma. Konačni naslov kojim je djelo danas poznato dala mu je skupina bečkih novinara. Osnovna ideja Ventotenskog manifesta je da se će se političke snage u Europi dijeliti prema ideji ponovnog konsolidiranja nacionalnih država koju će zagovarati reakcionarne snage i uspostave Europske federalne države koje će zagovarati progresivne snage. Moguća pobjeda reakcionarnih ideja i uspostave nacionalnih država mogla bi biti uvod u jedan budući Treći svjetski rat.
Autori Manifesta tvrdili su da je nužno stvoriti političku silu izvan tradicionalnih stranaka. Prema mišljenju autora, tradicionalne su političke stranke beznadno zarobljene u okvirima nacionalne političke borbe i stoga nesposobne učinkovito odgovoriti na izazove rastuće internacionalizacije. Drugim riječima, potrebna je uspostava pokreta koji bi mogao mobilizirati sve narodne snage u raznim zemljama kako bi se formirala savezna europska država s vlastitim oružanim snagama. U kolovozu 1943. osnovan je upravo takav paneuropski politički pokret pod imenom Europski federalistički pokret. Prema mišljenju autora, razvoj moderne civilizacije zaustavio se uspostavom velikih totalitarizama 20. stoljeća. Nasuprot njima, slobodna i ujedinjena Europa bila bi pretpostavka za jačanje suvremene civilizacije. Međutim, reforma društva čiji bi cilj bio nastavak povijesne borbe protiv nejednakosti i socijalnih privilegija, morala bi nužno proći kroz socijalističku europsku revoluciju.
U Manifestu se iznose prijedlozi oblikovanja europskog gospodarskog života "oslobođenog noćnih mora militarizma ili nacionalne birokracije", smjernice o ukidanju, ograničenju, ispravljanju ili proširenju privatnog vlasništva od slučaja do slučaja. Sadržaj ovih smjernica detaljno je opisan u samom manifestu i izražen je u pet točaka definiranih kao "nužne promjene".
Izdanje Manifesta iz 1944. godine kojeg je uredio Eugenio Colorni (koji je također napisao detaljan predgovor) naslovljeno je "Problemi Europske federacije", a kao autori navode se samo inicijali A.S. i E.R. Dokument je tiskao Talijanski pokret za Europsku federaciju i dodana su mu dva eseja Altiera Spinellija: Sjedinjene Države Europe i razne političke tendencije iz druge polovice 1942. i Marksistička politika i federalistička politika iz 1942. – 1943.

## Izdanja
- Za slobodnu i ujedinjenu Europu. Projekt manifesta s Ernestom Rossijem, 1941. (izgubljena prva inačica Ventotenskog manifesta)
- Manifest Europskog federalističkog pokreta. Elementi rasprave u "Quaderni del Movimento Federalista Europeo", 1. kolovoza 1943. (druga inačica Ventotenskog manifesta)
- Problemi Europske federacije s Ernestom Rossijem, Rim, izdanje Talijanskog pokreta za Europsku federaciju, 1944. (treća inačica Ventotenskog manifesta)
- Ventotenski manifest, Altiero Spinelli i Ernesto Rossi, predgovor Eugenio Colorni. Prezentacija Laure Boldrini i uvodi Lucia Levija i Piera Virgilia Dastolija. Izdavač Ultima spiaggia, serija "Zrna pijeska", urednik Nicola Vallinoto, srpanj 2016. (Dvojezično talijansko i englesko izdanje).
- Za slobodnu i ujedinjenu Europu. Ventotenski manifest, Altiero Spinelli i Ernesto Rossi, prezentacija Pietra Grassoa, predsjednika Senata Republike Italije. Senat Republike, Ured saborskih informacija, arhiva i publikacije Senata, 2017. na talijanskom, francuskom i engleskom jeziku.

## Vanjske poveznice
| Portal:Europa | Portal:Europa |

- Federalismo. Proposte di riforma della convivenza civile. Il Ponte Editore. Inačica izvorne stranice arhivirana 23. svibnja 2019. Pristupljeno 19. srpnja 2021.